# William Lim

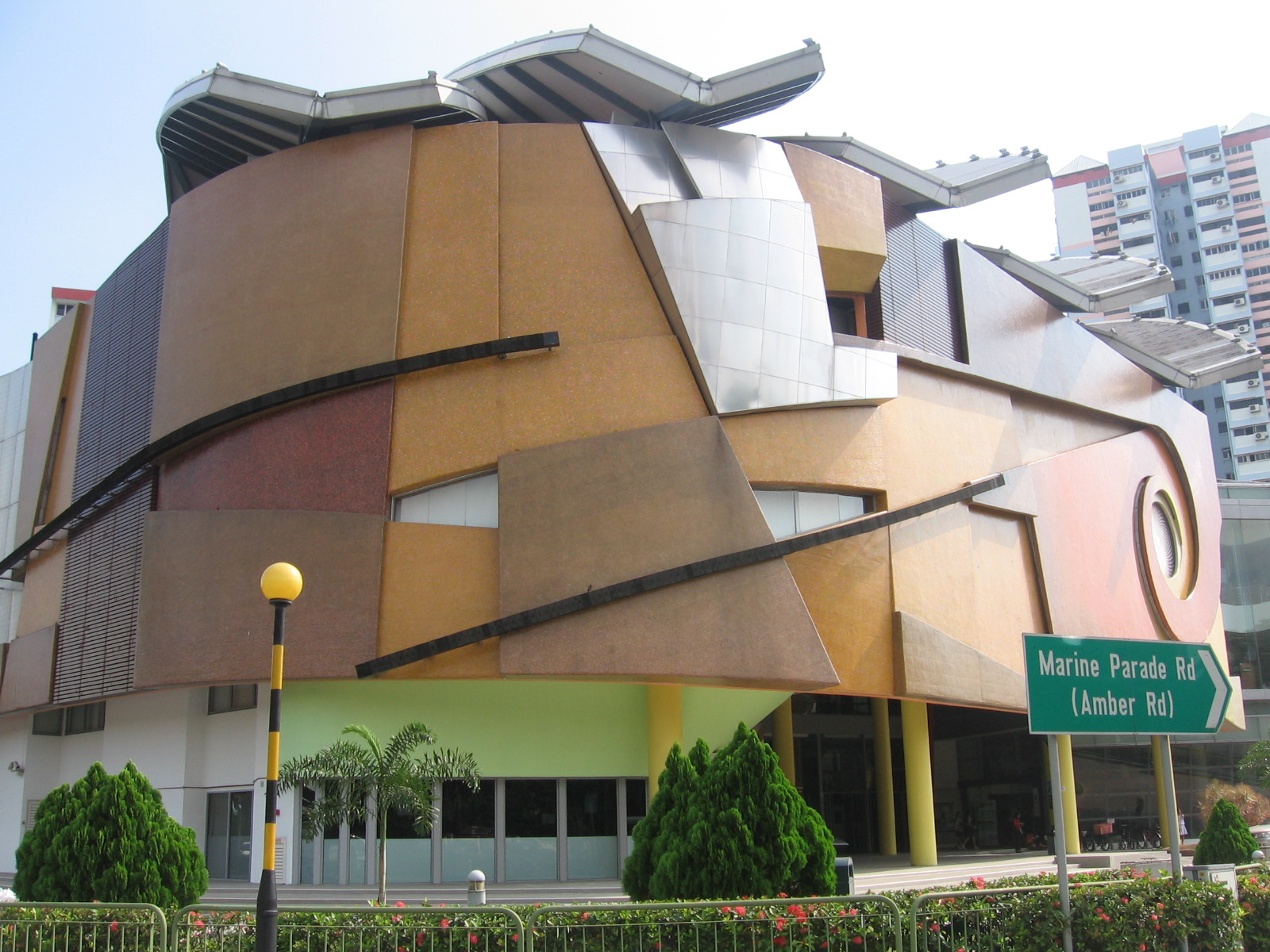
Marine Parade Community Building, Singapur (1999)

William Siew Wai Lim (Hong Kong, 19 de julio de 1932 - 7 de enero de 2023) fue un arquitecto singapurense.

## Trayectoria
Estudió en la Architectural Association School of Architecture de Londres (1955) y amplió sus estudios en la Harvard Graduate School of Design en Cambridge (Massachusetts), becado por el Programa Fulbright (1957). En 1961 fundó con Lim Chong Keat la firma Malayan Architects Co-Partnership, activa hasta 1967. Ambos arquitectos fueron pioneros de la arquitectura moderna en la península malaya. Tras la disolución de la firma, fundó con Tay Kheng Soon y Koh Seow Chuan el estudio DP Architects. Finalmente, en 1981, fundó Lim Associates.
La mayoría de sus obras se basan en el uso de hormigón, acero y vidrio, con edificios que destacan por sus fachadas curvilíneas, volúmenes irregulares y colores primarios. Entre sus obras destacan: el edificio People's Park Complex (1967), el Saint Andrew's Junior College (1978), la residencia Unit 4 en Singapur (1984), el centro social de la nueva ciudad de Tampines (1987), la iglesia de San Salvador de Singapur (1987) y el complejo del mercado central de Kuala Lumpur (1990). Sus últimas obras, cercanas a la arquitectura posmoderna, están desarrolladas en un lenguaje que denomina «neovernáculo», como en la casa Reuters de Singapur (1992), inspirada en el típico bungalow tropical. Entre sus últimas realizaciones cabe reseñar el Marine Parade Community Building (1999) y el Gallery Hotel (2000), ambos en Singapur.
Fue autor del libro An Alternative Urban Strategy (1980).